# Audomar de Thérouanne
Audomar (Audomarus), conocido en la Francia moderna como Omer, vivió entre 600 y 670. Fue nombrado obispo de Thérouanne por el rey Dagoberto I y fundó la abadía de San Bertin en Saint-Omer (Pas-de-Calais). Es él quien consagró sacerdote a San Vandregisilo de Fontenelle. Es un santo cristiano celebrado el 1 de noviembre y el 9 de septiembre.

## Historia y tradición

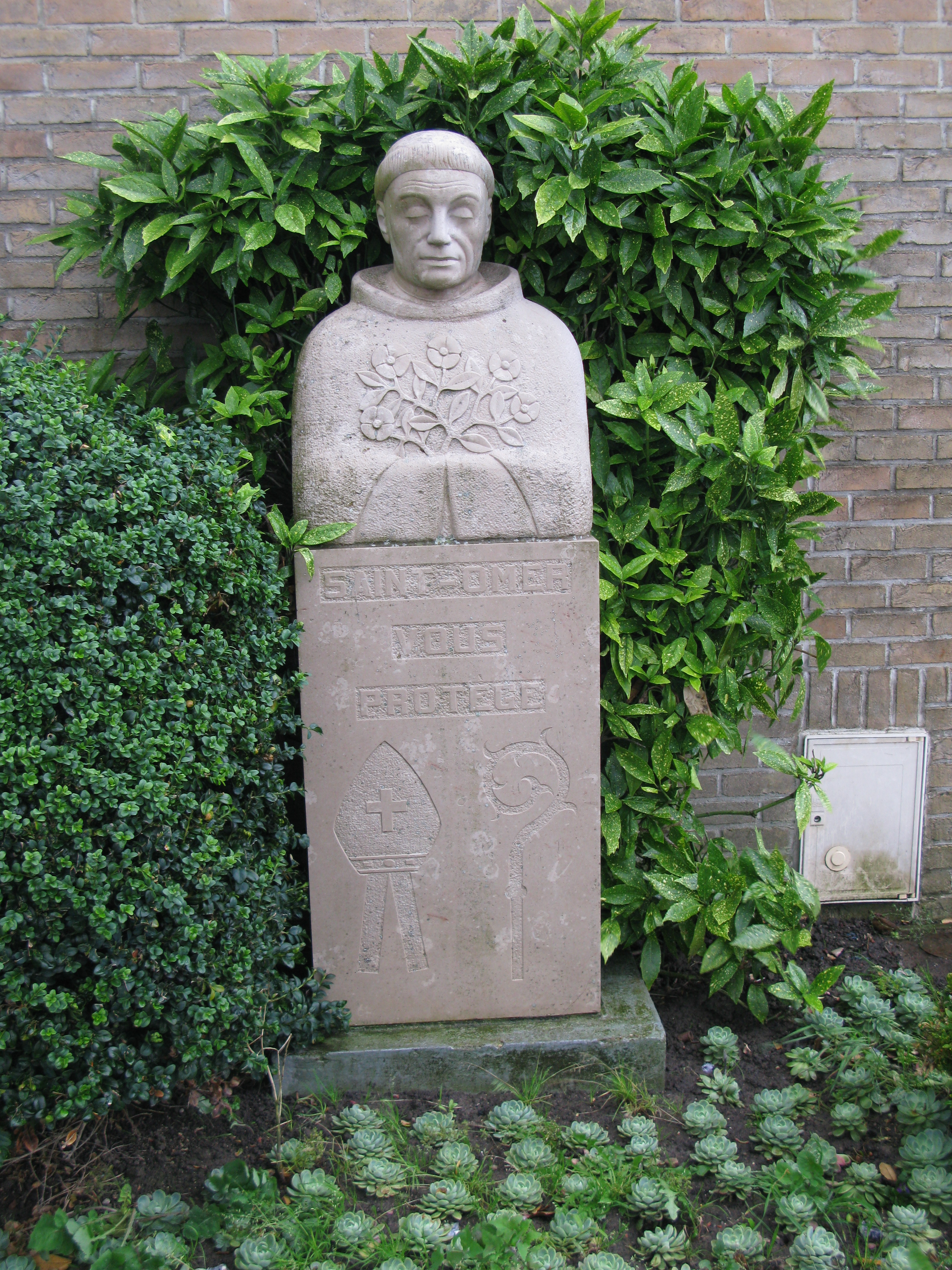
Busto de San Audomar en Brouckerque.

Audomar nació en Orval, cerca de Coutances, alrededor del año 600. Su fiesta es el 1 de noviembre.
Audomar sabía el idioma y las costumbres de los sajones asentados en Normandía desde el siglo VI. Con su padre, que se había quedado viudo, se fue al monasterio de Luxeuil, fundado en el siglo VI por Columbano de Luxeuil.
El rey Dagoberto I lo nombró obispo de Noyon-Tournai (627-640) y obispo de Thérouanne (actualmente en el departamento de Pas-de-Calais). La misión de Audomar era vivir en su diócesis, celebrar los grandes festivales pastorales y predicar a la gente. Los mórinos, cuya región fue invadida por los vándalos y suevos en el siglo V, habían regresado al paganismo a pesar de la evangelización del siglo IV dirigida por Vitrice de Rouen, y las regiones costeras se habían convertido en sajonas. Cerca de Thérouanne, Audomar fundó un monasterio, donde se construyó la ciudad de Saint-Omer.
En la región de la desembocadura del Aa, Audomar fue alojado por un propietario llamado Adrowald, que se convirtió al cristianismo.
En 651, Adrowald le donó a Audomar varias propiedades en el Aa, incluida la isla Sithiu, que incluye una docena de aldeas. Audomar fundó una iglesia dedicada a la Virgen que se convertirá en la Iglesia de Nuestra Señora.
Con el acuerdo del rey, Audomar obtuvo la ayuda de tres frailes colombanianos:
- Mommelin, con conocimientos lingüísticos, fue abad de Sithiu hasta 660, antes de unirse a Noyon;
- Bertin, que sucedió a Mommelin en la Abadía de Sithiu, fundó una iglesia dedicada a San Pedro al este de Notre Dame. Se convertirá en la abadía de Saint-Bertin;
- Bertrand de Cambrai (o Bertran o Bertram o Ebertram), higúmeno (abad) en Saint-Quentin.[3]

En 662, Audomar había promulgado una carta que otorgaba privilegios a Sithiu.
Audomar murió ciego el 1 de noviembre de 670 en Wavrans-sur-l'Aa. Según sus deseos, Bertin hizo transportar su cuerpo a la Iglesia de Nuestra Señora de Sithiu. Se celebra el 1 de noviembre.
Según un autor del siglo XVII, después de haber escrito la vida de San Folquin (Folquin de Thérouanne), citado en el siglo XIX, Hugo el Abad, hijo natural de Carlomagno, abad de la abadía de Mont Saint-Quentin y unos años más tarde de la abadía de Saint-Bertin de Saint-Omer, habría emprendido alrededor de 844 para traer de vuelta los restos de Audomar, conservados como reliquia de Saint-Omer, a Saint-Quentin. Folquin entonces obispo de Thérouanne lanzó una tropa armada en busca de los "secuestradores". Estos, atrapados en Lisbourg, abandonaron la reliquia que fue llevada a Saint-Omer, donde permaneció oculta durante varios años para evitar nuevas tentativas.
La Vida de San Audomar (Vitae Sancti Audomari), hoy desaparecida, fue escrita a principios del siglo IX según la tradición oral, por un clérigo de la región. Una segunda versión fue escrita en Corbie y se encuentra actualmente en San Petersburgo, Rusia. Una tercera versión escrita en el siglo X se encuentra en la Biblioteca Real de Bélgica. Una versión que data del siglo XI (manuscrito 698) se conserva en Saint-Omer. Ha sido objeto de varias adiciones sucesivas. También la Vita Audomari en una versión en lengua vernácula, del siglo XV conservada en Lille (manuscrito 795).
La biblioteca de Saint-Omer conserva cuatro salterios que retoman el oficio de Saint-Omer (manuscritos 232, 270, 355, 837). 

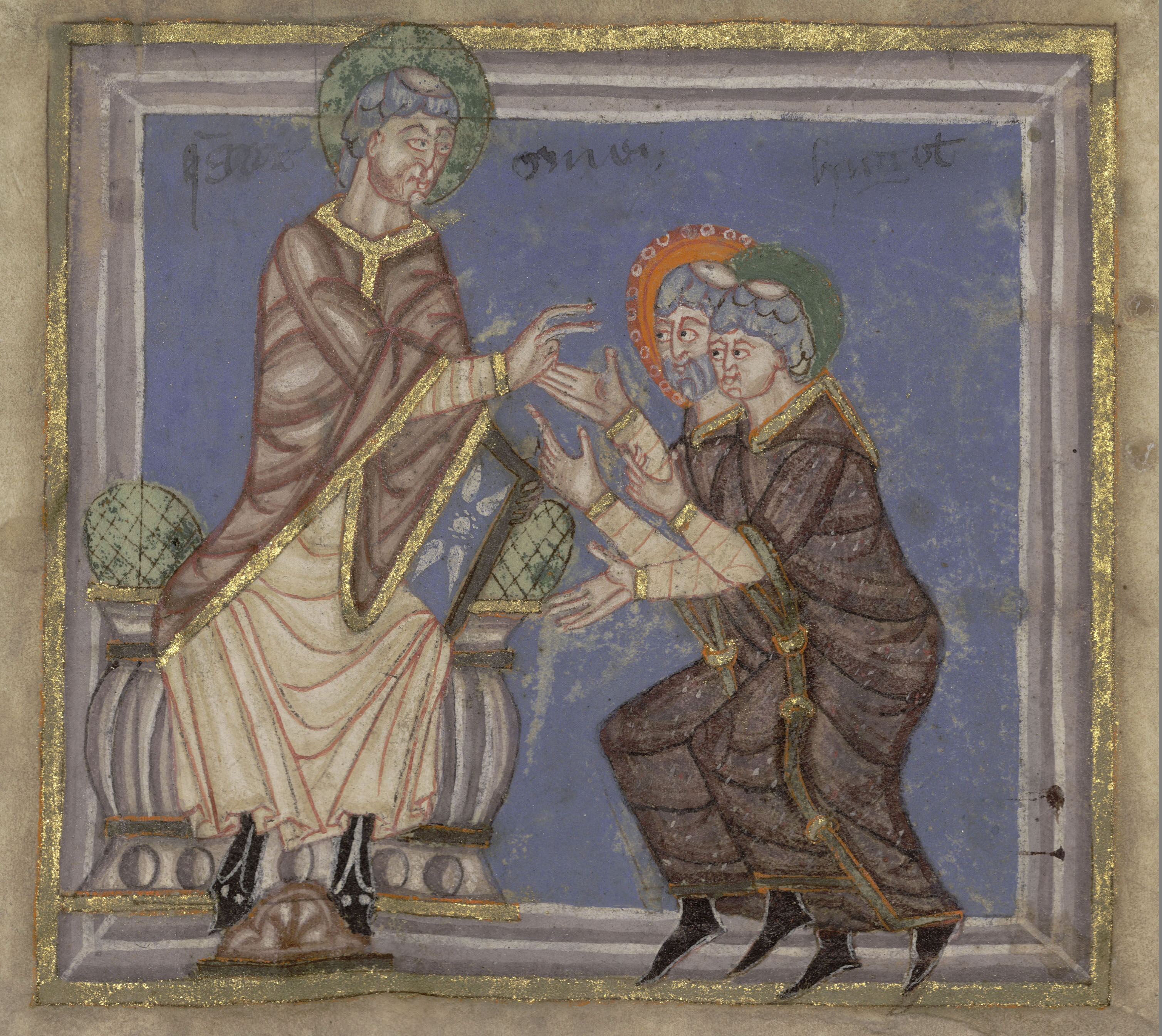
Recepción de santo Omer y de su padre Friulf a Luxeuil ; Vida de Santo Omer ; siglo XI, Capítulo de la Catedral ; Ms 698. Biblioteca municipal de santo-Omer.
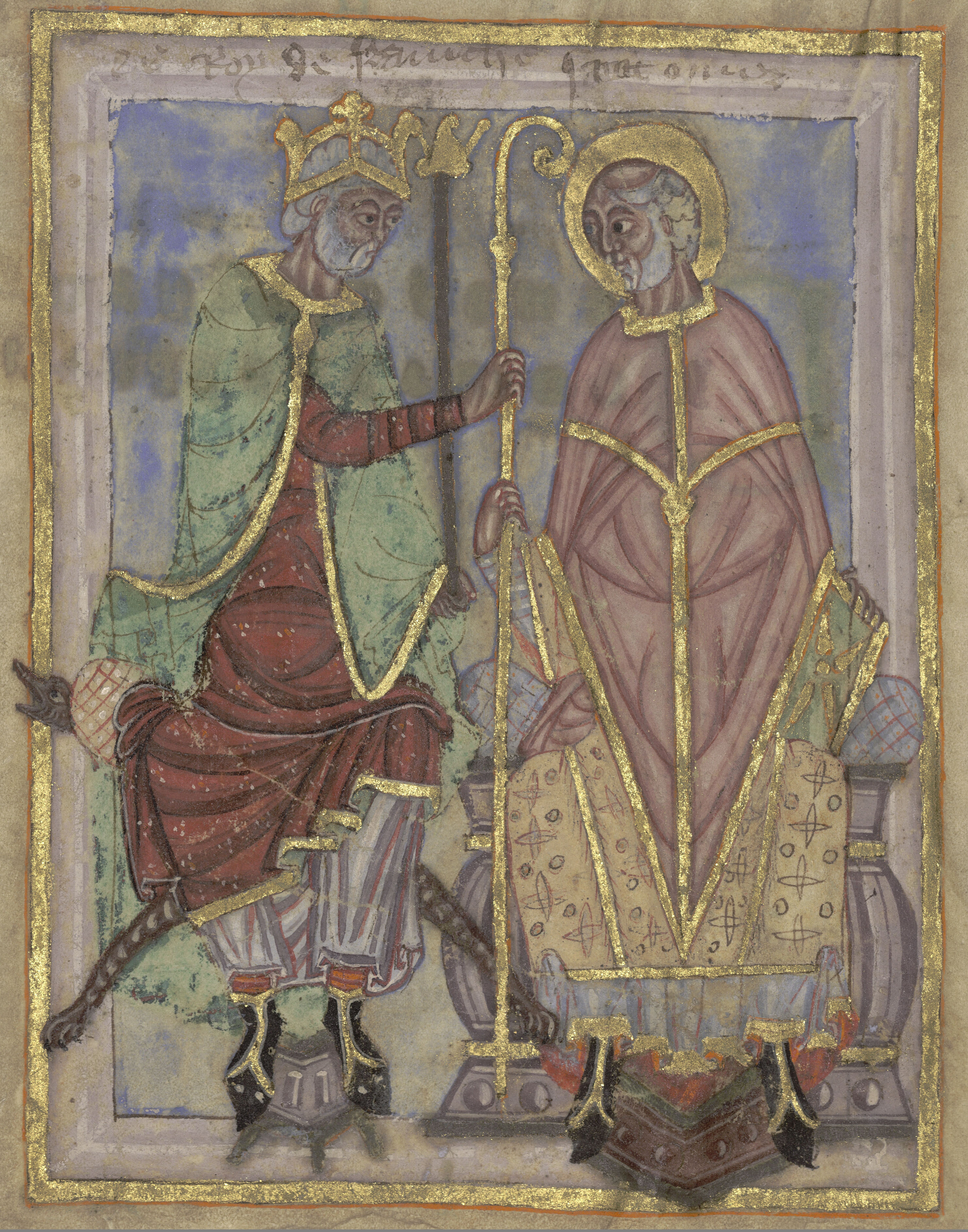
Santo Omer y el Rey Dagobert ; Vida de Santo Omer ; siglo XI, Capítulo de la Catedral ; Ms 698. Biblioteca municipal de santo-Omer.
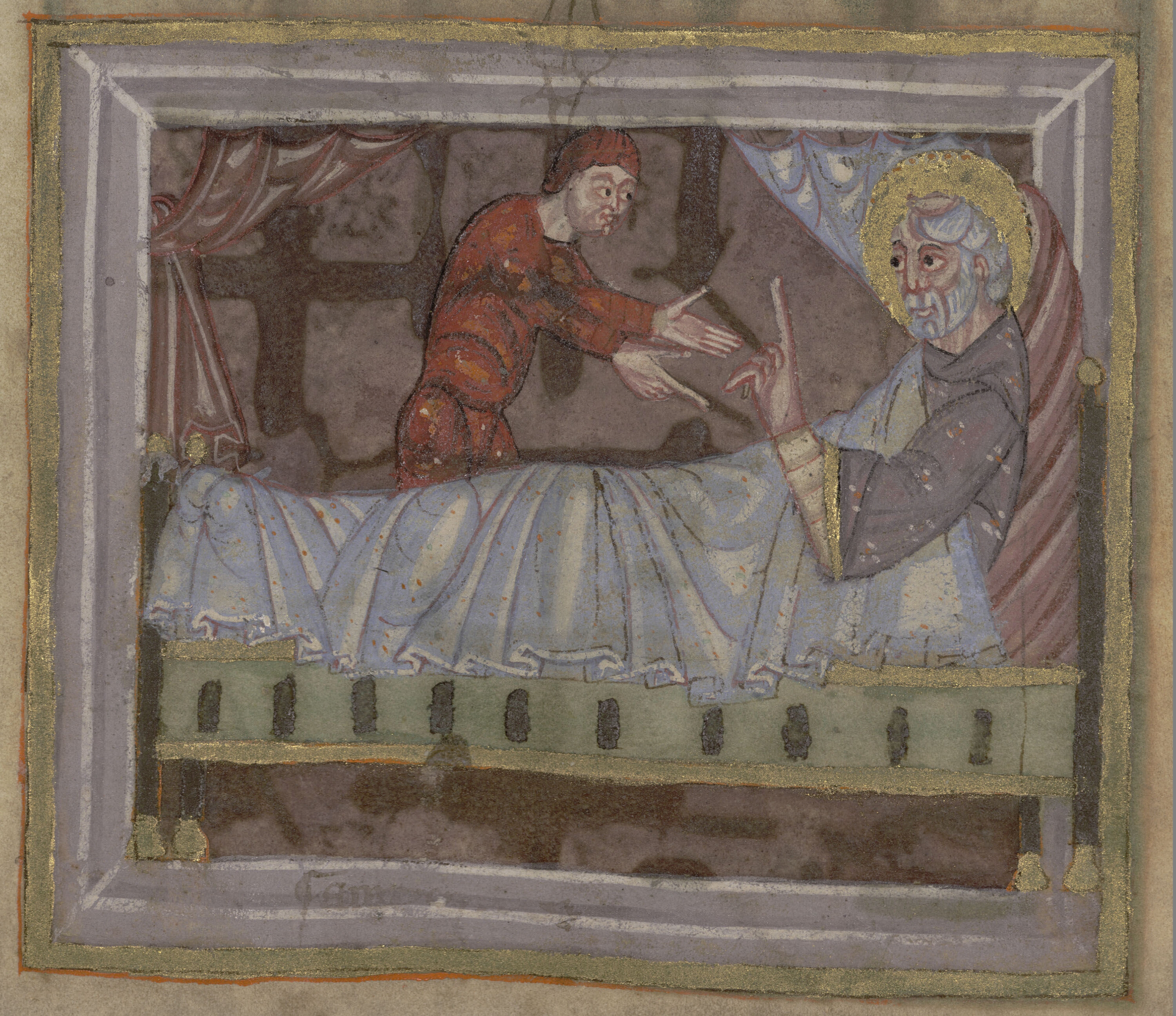
Santo Omer y su servidor ; Vida de Santo Omer ; siglo XI, Capítulo de la Catedral ; Ms 698. Biblioteca municipal de santo-Omer.
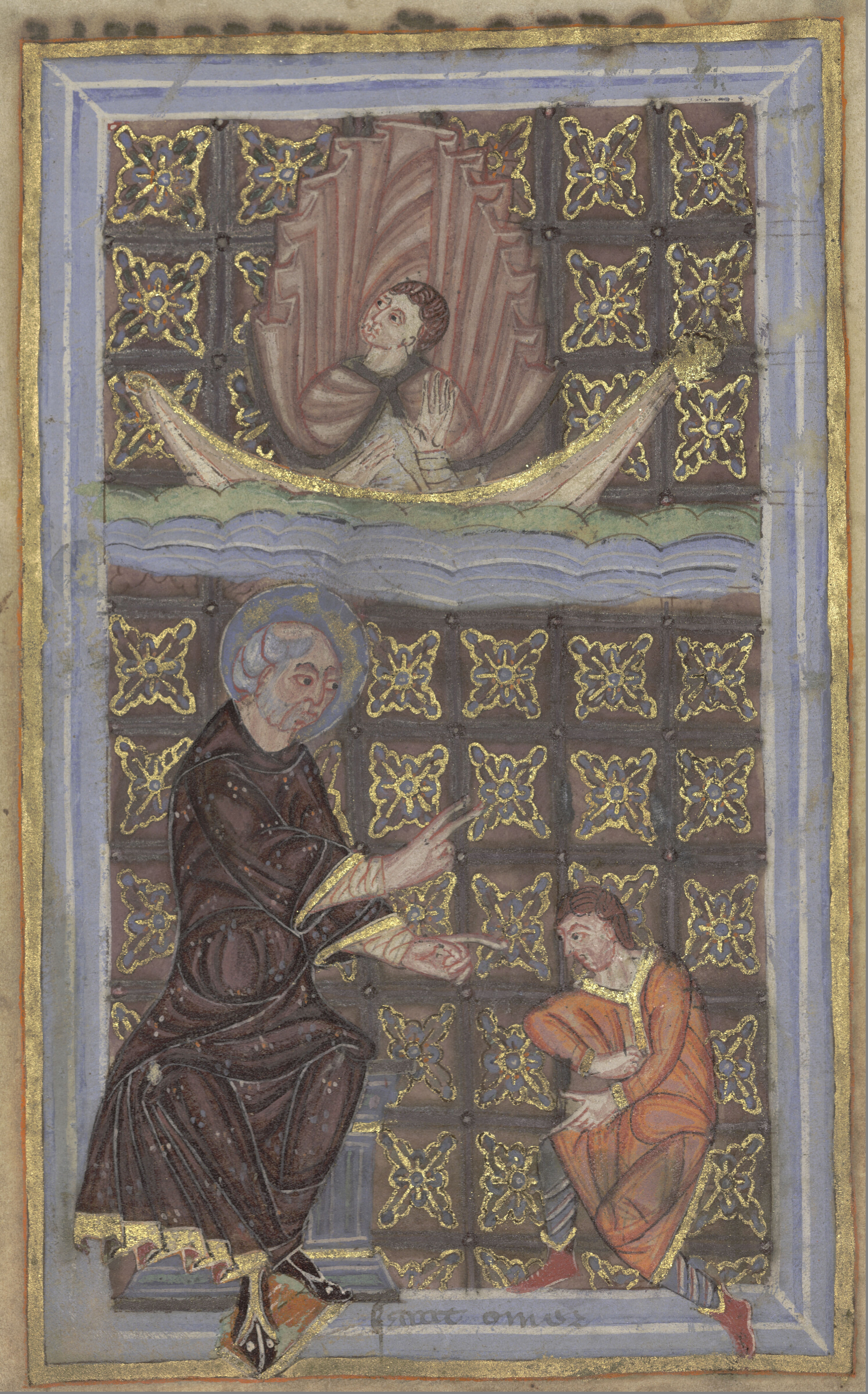
Santo Omer salva y perdona su servidor ; Vida de santo Omer ; siglo XI, Capítulo de la Catedral ; Ms 698. Biblioteca municipal de santo-Omer.
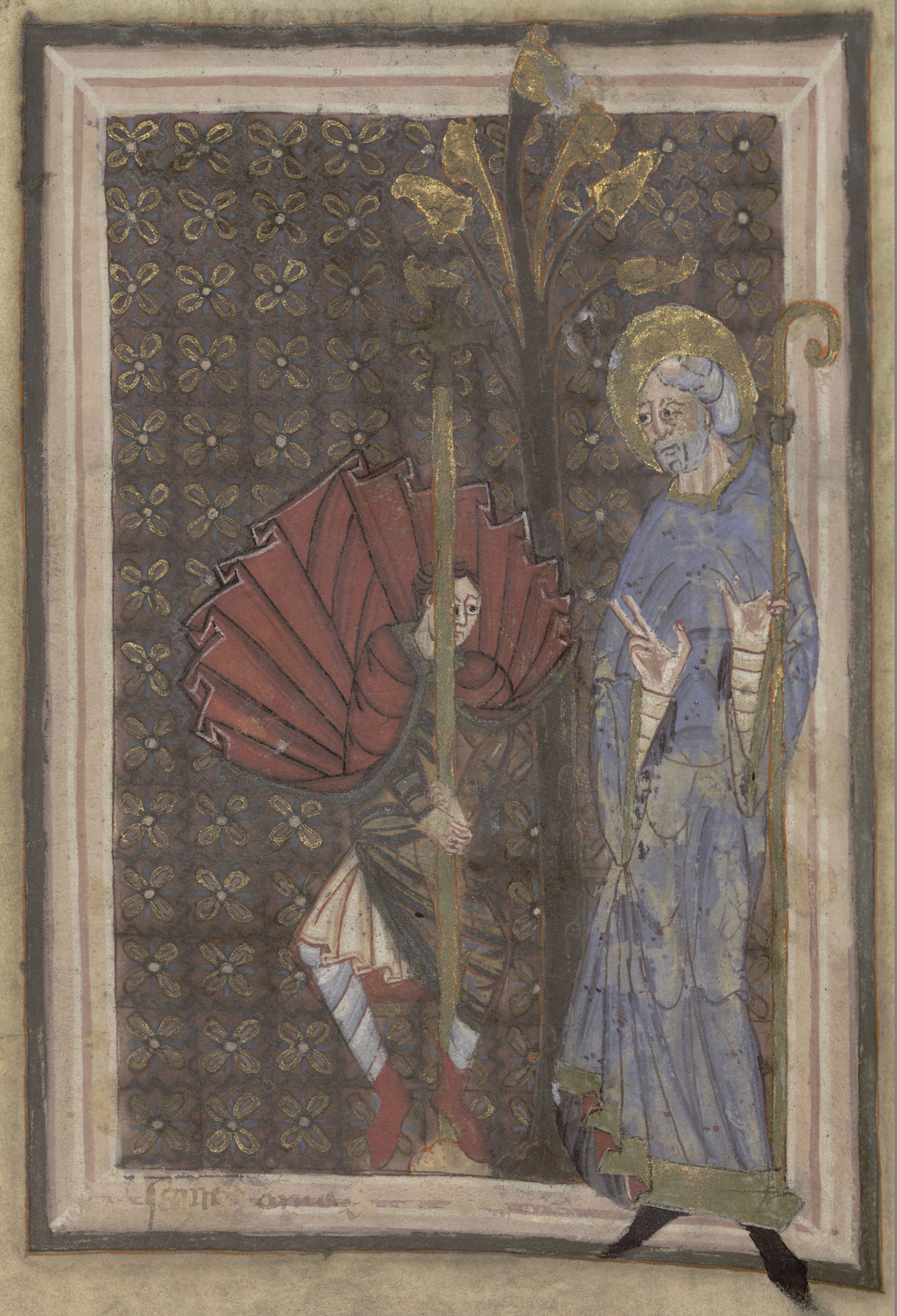
Santo Omer hace plantar una cruz a Journy ; Vida de Santo Omer ; siglo XI, Capítulo de la Catedral ; Ms 698. Biblioteca municipal de santo-Omer.
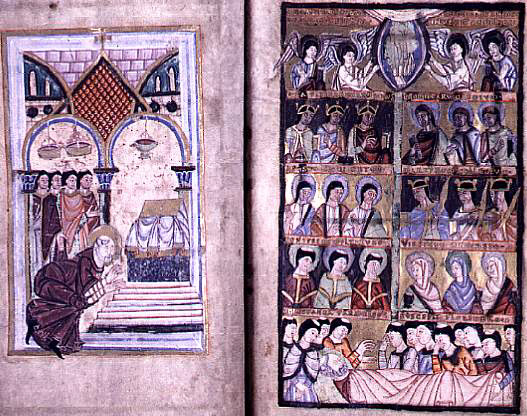
Óbitos de santo Omer : los disciples lloran ; Vida de Santo Omer ; siglo XI, Capítulo de la Catedral ; Ms 698. Biblioteca municipal de santo-Omer.

## Patronazgo
- Audomar es invocado para los trastornos de la vista. El origen de esta veneración no es seguro, según la tradición oral, habría perdido de vista al final de su vida.
- A nivel local, en la Mancha, en Orval, se le invoca para remediar los trastornos intestinales.

## Homenaje
Varias localidades llevan su nombre en Francia: Saint-Omer y Saint-Omer-Capelle en Pas-de-Calais, Saint-Omer en Calvados, Saint-Omer-de-Blain en Loire-Atlantique, Saint-Omer-en-Chaussée en Oise. Este también es el caso de una municipalité de Quebec: Saint-Omer.

Varias iglesias han sido bautizadas Saint-Omer en su honor, sobre todo en Flandes o en los aledaños : Avroult, Bavinchove, Bambecque, Brouckerque, Hocquinghen, Quaëdypre, Kain, Ledringhem, Millam, Merck-Saint-Liévin, Rexpoëde, Rincq, Saint-Omer-en-Chaussée, Verchin, Wittes, Zegerscappel, Zermezeele (por orden alfabético).

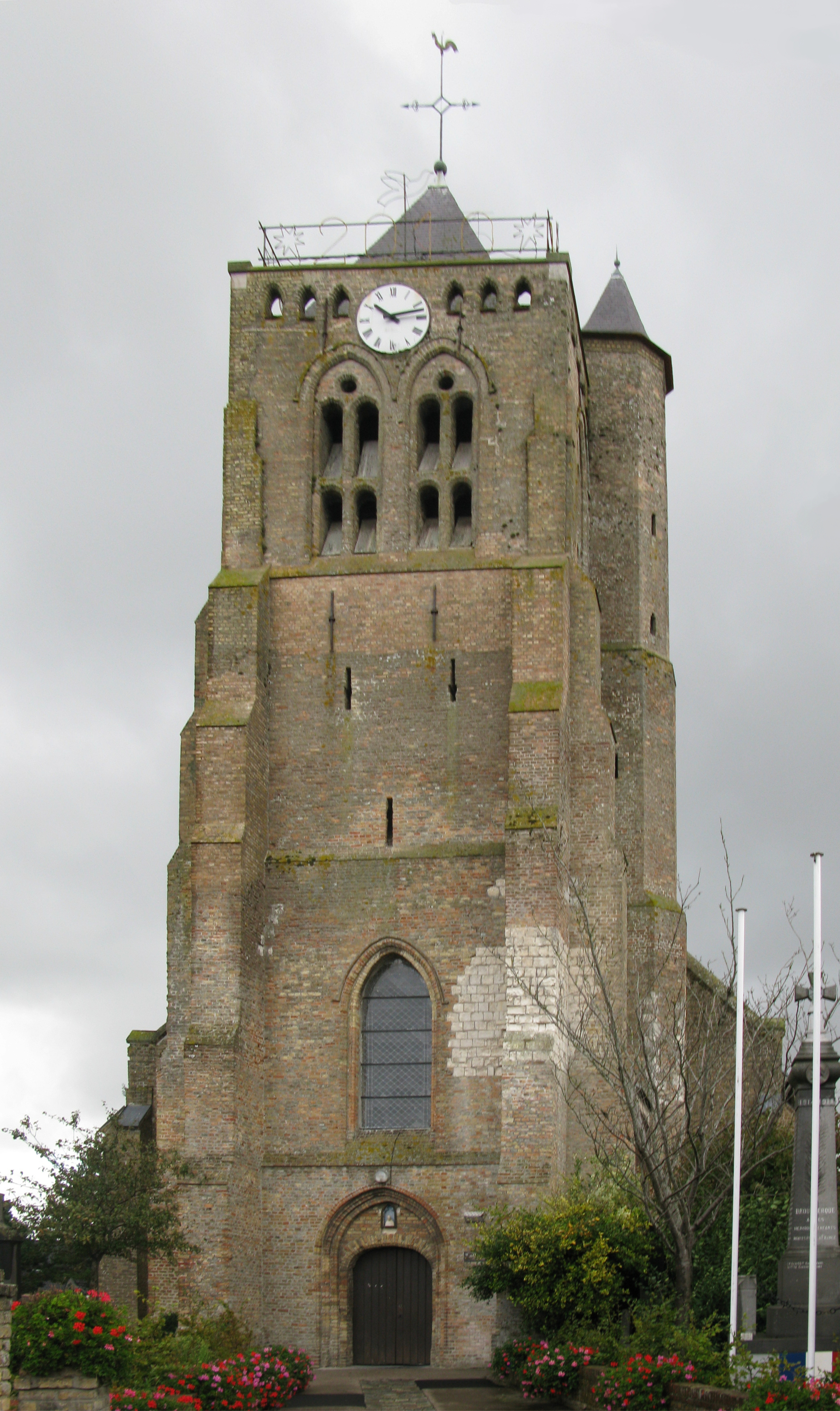
Iglesia de Saint-Omer de Brouckerque.
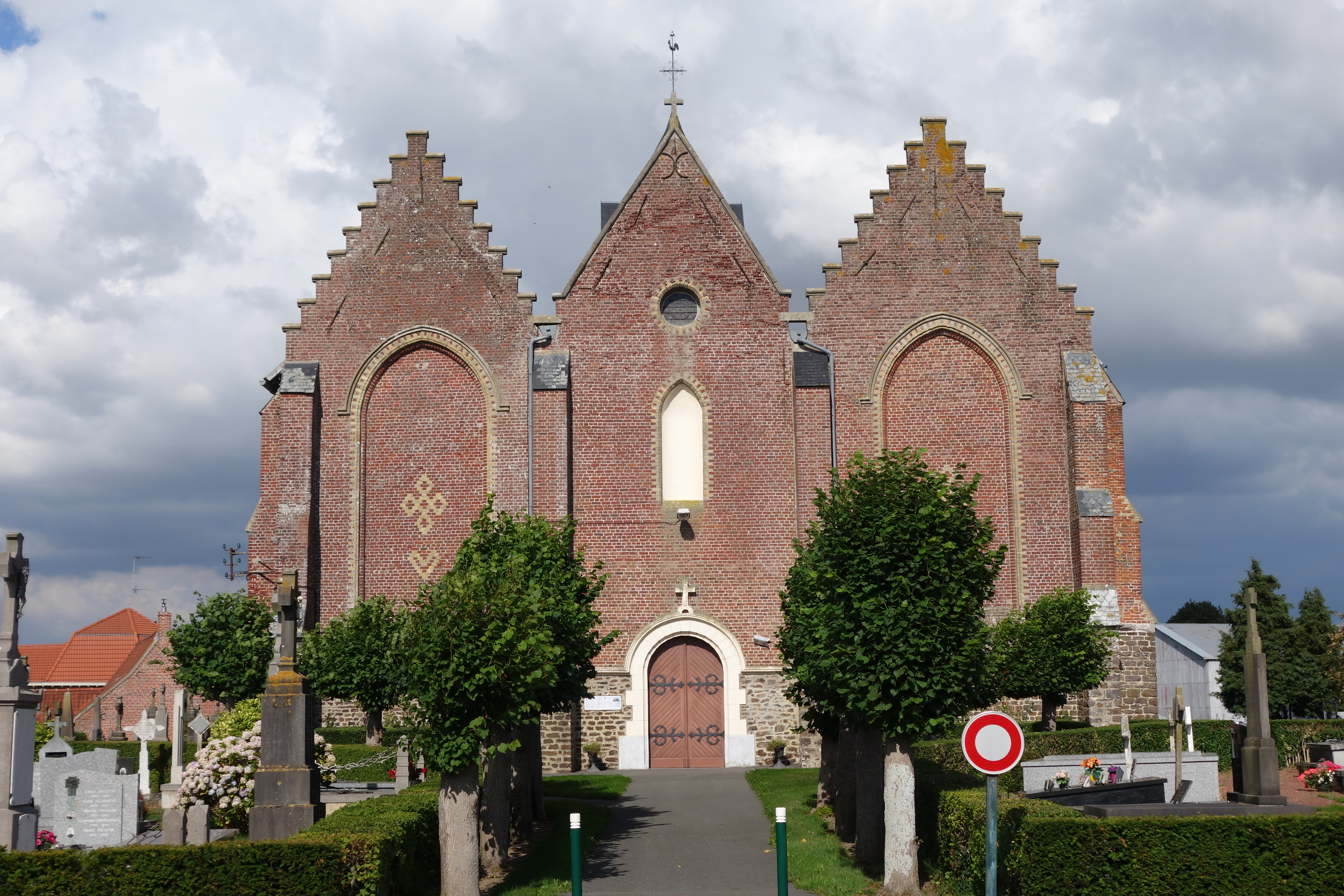
Gablete posterior de la iglesia Saint-Omer de Ledringhem, que muestra el estilo hallekerque, con tres naves yuxtapuestas.
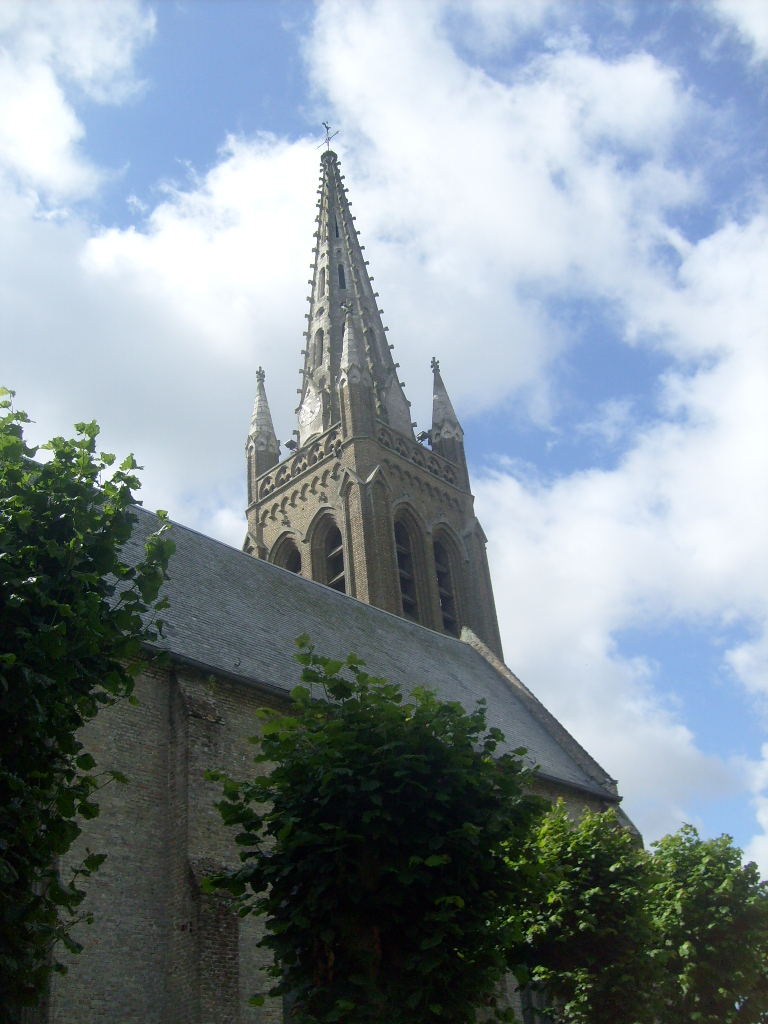
Iglesia Saint-Omer de Rexpoëde.
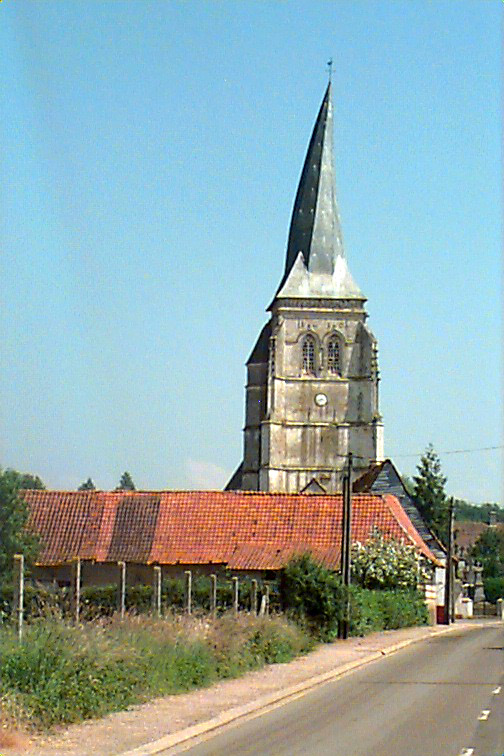
Iglesia Saint-Omer de Verchin.